# Atha Athanasiadis
Atha Athanasiadis, eigentlich Athanasios Athanasiadis (* 28. April 1969 in Graz), ist ein österreichischer Journalist.

## Leben
Atha Athanasiadis, der seinen griechischen Großvater als großes Vorbild hat, wuchs in Bruck an der Mur auf und begann seinen journalistischen Berufsweg 1986 bei der „Steirischen Wochenpost“. Anschließend arbeitete er im ORF-Landesstudio Steiermark und für eine Uni-Zeitung. Nach einer Umsiedlung 1991/92 nach Wien arbeitete er zunächst bei Kurt Falks damaliger Neugründung der Tageszeitung „täglich Alles“, und anschließend gehörte er dem Gründerkreis von „News“ an. 1997 arbeitete er für ORF-Hitradio Ö3 und ein Jahr darauf für Antenne Wien. Nachdem er bereits bei der Gründung von News Leiter des Ressorts Chronik gewesen war, übernahm er diesen Job 1998 neuerlich. 2004 wurde er Chefredakteur des Privatsenders ATV, 2005 des Seitenblicke-Magazins und 2006 des neugegründeten Redbulletins von Didi Mateschitz. Weiters war er ab 2006 in der Verlagsgruppe News in führender Stellung tätig, beispielsweise als Chefredakteur von „TV-Media“. Von 2012 bis Ende 2014 war er Chefredakteur der Tageszeitung Österreich
Athanasiadis hat eine Tochter mit einer Marketingexpertin.